# Шенерај
Шенерај (фр. Chénérailles) насеље је и општина у централној Француској у региону Лимузен, у департману Крез која припада префектури Обисон.
По подацима из 2011. године у општини је живело 757 становника, а густина насељености је износила 97,43 становника/km². Општина се простире на површини од 7,77 km². Налази се на средњој надморској висини од 560 метара (максималној 553 m, а минималној 487 m).

## Демографија
| 1962. | 1968. | 1975. | 1982. | 1990. | 1999. | 2011. |
| ----- | ----- | ----- | ----- | ----- | ----- | ----- |
| 688   | 729   | 674   | 685   | 794   | 759   | 757   |

График промене броја становника у току последњих година